# Kerncentrale Golfech
Kerncentrale Golfech ligt in de gemeente Golfech in de regio Occitanie aan de rivier Garonne.
De centrale heeft twee drukwaterreactoren (PWR).
| reactorblok | reactortype | vermogen | begin bouw | inbedrijfname | stillegging |
| ----------- | ----------- | -------- | ---------- | ------------- | ----------- |
| Golfech-1   | PWR         | 1310 MW  | 1982       | 1991          |             |
| Golfech-2   | PWR         | 1310 MW  | 1984       | 1994          |             |